# Cratocentrus pruinosus
Cratocentrus pruinosus är en stekelart som beskrevs av Wallace A. Steffan 1959. Cratocentrus pruinosus ingår i släktet Cratocentrus och familjen bredlårsteklar. Inga underarter finns listade i Catalogue of Life.